# غارنت (ستيفن البطل)
غارنت هي شخصية خيالية من مسلسل الرسوم المتحركة ستيفن البطل، من تأليف ريبيكا شوغر. وهي بالأصل عبارة عن حجر كريم يعرض جسماً ثُلاثي الأبعاد.

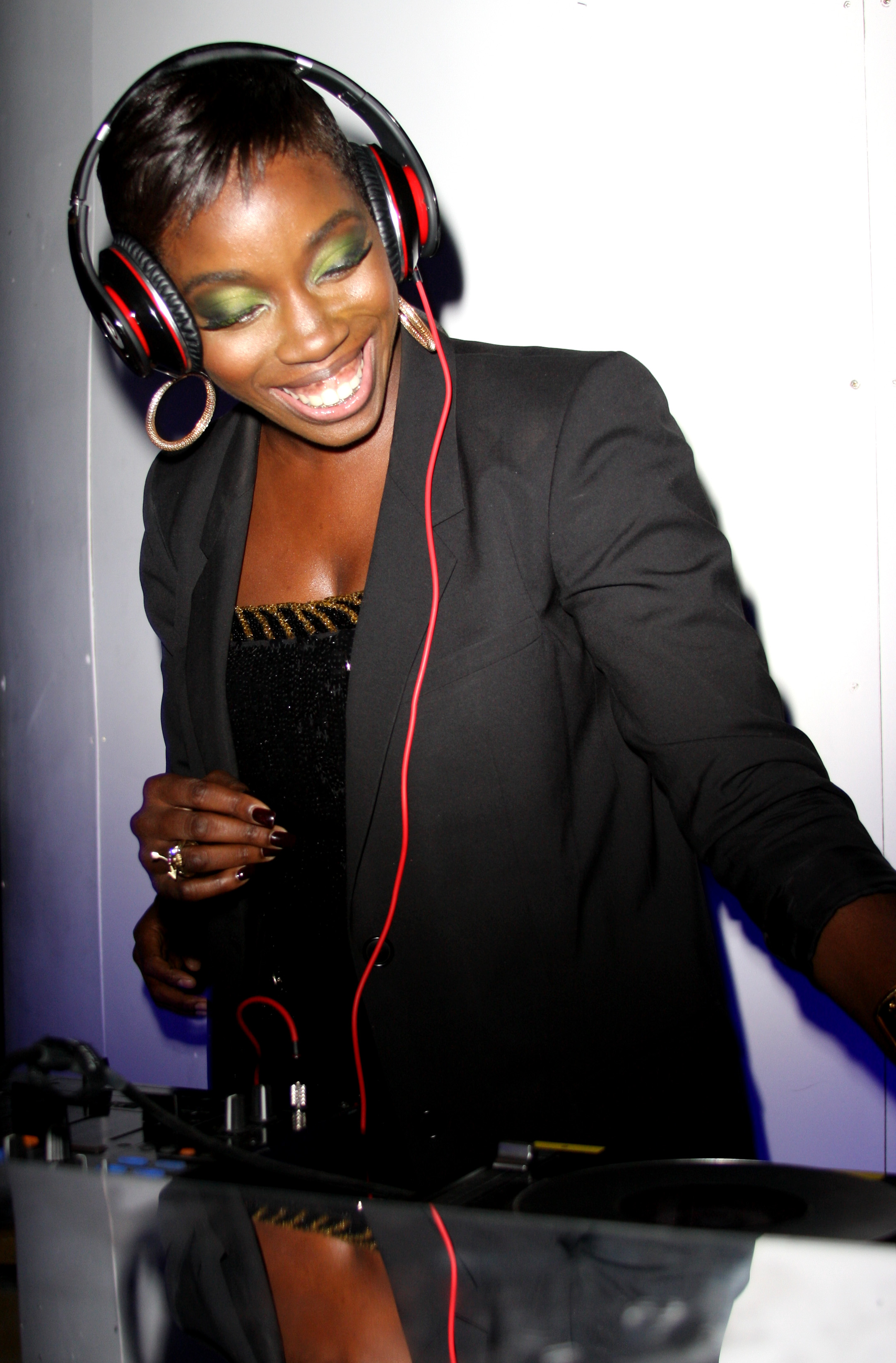
غارنت هي صوت إيستيل.

## الاستقبال
تم تمثيل صوت غارنت من قبل إيستيل في النسخة الأصلية لـستيفن البطل. أشاد أداء إستيل الصوتي من قبل النقاد: Vrai Kaiser مدح عمل صوت إستيل في «الهروب من السجن» بقوله أن «مقدار الحب والطبقات والتاريخ التي جمعته في كلمات قليلة أصبحت صحيحة إتجاه القلب لا يهم كم من مرات عديدة تشاهدها.»

## وصلات خارجية
- غارنت في قاعدة بيانات الأفلام على الإنترنت